# 森山達也
森山 達也（もりやま たつや、1956年3月30日 - ）は、日本のシンガーソングライター。日本のロックバンドであるTHE MODSのボーカル。福岡県福岡市出身。

## 経歴
福岡第一高等学校卒。
1973年、福岡市立警固中学校の同級生の浅田孟とTHE MODSの前身となるユニット「開戦前夜」を結成。
第1期「THE MOZZ」、第2期「THE MODS」を経て、1979年に映画『狂い咲きサンダーロード』のサウンドトラックに参加。レコーディングの参加メンバーで第3期「THE MODS」を結成する。
1981年6月21日、EPIC・ソニーからTHE MODSとしてメジャーデビュー。
1985年、THE MODSと並行してソロ活動を行い、シングル「Love, かくし色」、一風堂の土屋昌巳プロデュースによるアルバム『JUST A PRETENDER』をリリース。
1991年、デビュー10周年を迎えた年に自主レーベル「SCARFACE RECORDS」を設立。ジャック・ナイフ、THE COLTSなどのバンドを育てメジャーへと送り出す。
2002年、レーベル兼マネジメント会社「ロッカホリック」を設立。

## ディスコグラフィ

### シングル
| #            | 発売日        | タイトル       | B面                | 規格         | 規格品番     |
| EPIC・ソニー | EPIC・ソニー  | EPIC・ソニー   | EPIC・ソニー       | EPIC・ソニー | EPIC・ソニー |
| ------------ | ------------- | -------------- | ------------------ | ------------ | ------------ |
| 1st          | 1985年7月25日 | Love, かくし色 | DRIVE ME CRAZY     | EP           | 07･5H-257    |
| 2nd          | 1986年3月21日 | JUST MY LADY   | HEY BAMBINO (相棒) | EP           | 07･5H-290    |

### アルバム

#### オリジナル・アルバム
|              | 発売日        | タイトル         | 規格         | 規格品番     |              |
| EPIC・ソニー | EPIC・ソニー  | EPIC・ソニー     | EPIC・ソニー | EPIC・ソニー | EPIC・ソニー |
| ------------ | ------------- | ---------------- | ------------ | ------------ | ------------ |
| 1st          | 1985年11月1日 | JUST A PRETENDER | LP           | 28･3H-179    |              |
| 1st          | 1985年11月1日 | JUST A PRETENDER | CT           | 28･6H-147    |              |
| 1st          | 1985年11月1日 | JUST A PRETENDER | CD           | 32･8H-47     |              |

### タイアップ一覧
| 使用年 | 曲名           | タイアップ                                  |
| ------ | -------------- | ------------------------------------------- |
| 1985年 | Love, かくし色 | カネボウ化粧品 '85秋のイメージ・ソング      |
| 1985年 | Love, かくし色 | 東宝配給映画『春の鐘』主題歌                |
| 1985年 | JUST MY LADY   | スズキ「アルト "フェミナ"」イメージ・ソング |

## 楽曲提供
- 甲斐よしひろ「えんじ」（カバーアルバム『翼あるもの』収録、1978年5月21日）※森山達夫名義
- SHOT GUN「ラッキー・ガール」（アルバム『SUPER SHOT』収録、1978年10月1日）
- 坂上忍「18's Shadow／I'm Not Down」（1985年11月21日）
- 永瀬正敏「キネマの屋根裏」（アルバム『CONEY ISLAND JELLYFISH』収録、1993年6月23日）
- 渡辺美里「今夜がチャンス」（アルバム『オーディナリー・ライフ』収録、2015年4月1日）

## 映画
- ドラゴンヒート（1999年、香港・日本）
- Paradice（2000年、日本）※初監督作品
- 照和 My Little Town KAI BAND（2010年、日本）

## ラジオ
- バラッドをお前に（RFラジオ日本）[1]
- MIDNIGHT ROCK CITY（NACK5、1990年10月11日 - 1991年3月）
- 森山達也のROCKAHOLIC RADIO（エフエム大阪、2003年10月 - 2006年9月24日）
- RADIO IL GARAGE（エフエム福岡、2001年4月1日 - 2002年3月31日）
- 森山達也のROCK'N'ROLL DIVE（エフエム福岡、2007年10月8日 - 2013年12月30日）

## 書籍
- ANGEL WITH SCARFACE　JICC出版局、1991年9月　ISBN 978-4796601412